# エヴァンゲリオン (架空の兵器)
汎用人型決戦兵器 人造人間エヴァンゲリオン（はんようひとがたけっせんへいき じんぞうにんげんエヴァンゲリオン）は、日本のアニメーション作品『新世紀エヴァンゲリオン』および『ヱヴァンゲリヲン新劇場版』とその派生作品に登場する架空の兵器（人造人間）である。略称は、エヴァンゲリオン、EVA。

## 機体解説
使徒と呼ばれる生命体の殲滅を目的として製造された汎用人型決戦兵器である。ロボットではなく人造人間と呼称され、アダムもしくはリリスと呼ばれる「生命の起源」を人類がコピーして作った巨大な生命体を、本来の力を抑え込むための拘束具を兼ねた装甲板で人型になるように覆ったものである。A.T.フィールドを展開する使徒に対して、人類が保有する唯一の対抗手段とされる。
語源は「福音」を意味するギリシア語のエウアンゲリオン（εὐαγγέλιον, euangelion）に由来する。またその頭3文字を取った略称Evaは、聖書の創世記に登場する最初の女性である「エバ（イヴ）」にもかけられている。
機体番号表記については日本国内で建造されたEVA零-弐号機（弐号機は、設計・部品建造を日本で行い、ドイツでは組み立てのみを行った）は漢数字（大字）で、日本国外で建造されたEVA3号機-13号機はアラビア数字で表記するという設定が存在しており、脚本や漫画版、スーパーロボット大戦シリーズなどでは一貫して、これに則した表記がなされている。一方、漫画『新世紀エヴァンゲリオン 鋼鉄のガールフレンド2nd』やゲーム『新世紀エヴァンゲリオン2』、『スーパーロボット大戦F完結編』、バンダイから発売されたプラモデル、超合金魂や、海洋堂から発売されたリボルテックでは「3号機」を「参号機」と表記している。

## 特徴

### 操縦系
人間が愛情を抱くときに使うとされるA10神経を介した神経接続によるコントロールシステムを採用している。稼働状況は機体とパイロットの「シンクロ率」により左右される。機体が受けたダメージはパイロットにフィードバックされ、痛みを感じたり負傷したりする。しかも、最悪の場合死に至る事がある。神経接続やシンクロ率は発令所から操作でき、例えば第18話ではシンクロ率のカットが指示されている。また、第19話ではパイロットの意志で発令所からのコントロールを受け付けないように一部の機能をロックしていた。
パイロットは細長いカプセル状のコクピット容器エントリープラグ内部のプラグインテリアに搭乗する。プラグはEVAの首の付け根から脊髄に挿入され、先端にはEVAの中枢神経に接続するための神経接続用探査針があり、この探査針を介してEVAとパイロットの神経系の同調がなされる。プラグは緊急脱出装置を兼ねており、緊急時には挿入口から射出されロケットモーターで離脱、パラシュートにより着地する。プラグ内はL.C.L.と呼ばれる液体で満たされており、それが外部を映すスクリーン、神経接続の媒介物質、衝撃緩和液として機能する。また、パイロットはL.C.L.を肺に取り込むことで体に直接酸素を供給される（液体呼吸の項を参照）。なお凍結中の零号機には、巨大な十字架の付いた停止信号（凍結）プラグが挿入されていた。
パイロットの座るシートの両脇には機体制御や射撃管制に用いる2本のコントロールレバーが設けられている。このグリップを引き起こして展開することで機体を高機動モードに切り替えることができる。シート後方には巨大なディスクドライブが搭載され、操縦に関するシステムや、自爆プログラムやダミーシステムも書き込まれている。シート前方の下部にはエントリープラグの内壁に接するような形状の安定フィンがあり、インテリアはシンクロ率に応じてプラグ内を前後するようになっている。プラグの容量的には複数人が入ることも可能だが、パイロット本人以外の存在はシンクロに影響する（第3話、第8話）。
操縦の際、パイロットは脳と機体を神経接続するインターフェイス・ヘッドセットを頭部に装着し、シンクロ補助や生命維持などのシステムが内蔵されたプラグスーツを着用する。プラグスーツを着用せずにEVAに搭乗・出撃するシーンでもインターフェース・ヘッドセットは装着している（第1話、第19話。第13話では実験のため両方とも非着用）。

### パイロット
搭乗者は、原則として母親のいない（母親の魂がEVAのコアに同化している）14歳の子供に限定して選出される。EVAにはそれぞれ固有パルスのパターン（パーソナルパターン）があり、パイロットもそれに似たパターンの保持者でなければならない。違うパターンの保持者が搭乗した場合、09システム（オーナインシステム）と比喩されるように、起動確率は0.000000001%であるため、起動する可能性は“ゼロではない”が、ほぼないと言ってよい。
EVAのコア内には通常、パイロットとEVAをリンクさせるための介在としてパイロットの母親の魂が入っている。開発過程において、魂までコピーできなかったEVAを操縦するにあたり、パイロットが魂の役割となった。しかしながら通常パイロットだけでは、EVA＝神の肉体と魂たる人間とでは格差がありすぎるために上手く動かせず、きちんとした性能を発揮できない。そして開発の初期段階にEVAと接触実験を行った碇ユイと惣流・キョウコ・ツェッペリンはいずれも事故を起こし、前者は肉体ごと初号機と同一化して消失、後者は魂の大部分を弐号機内に奪われ、魂が不完全になったキョウコは発狂・自殺してしまう。しかしながら、これらのEVAのコア内に残された魂を介在とし、彼女らの子をパイロットにすることで、EVAとパイロットとの格差はなくなり、初めて安定した接続が可能となった。EVAのパイロットが原則として1体につき1人しかいないのはこの事情による。なお渚カヲルは例外で、アダムから作られてかつ魂がない、または引きこもっている機体ならば自由に操ることができる。
零号機と初号機はパーソナルパターンが酷似しており、第14話ではパイロットを交換しての起動実験が行われた。レイと初号機のペアに問題はなかったものの、シンジと零号機のペアは実験中に暴走事故を起こし失敗した。この実験の成果からレイのパーソナルを人工的に再現しエヴァにパイロットがいると思い込ませるダミーシステムが開発され、第18話で戦闘を拒否したシンジに代わって初号機を操縦し第13使徒バルディエルを殲滅した。ただし第19話では初号機にレイが搭乗して出撃しようとするものの初号機にシンクロを拒絶され失敗、ダミーシステムを搭載したダミープラグによる起動も同様に失敗している。劇場版で登場した量産機は、渚カヲルのパーソナルデータを用いたダミープラグを使用していた。弐号機に関しては、第10話でレイがアスカに代わって弐号機で出撃する旨の発言をしているが、第14話に「弐号機の互換性が効かない」というセリフがあり実際には稼働させられないらしい。漫画版では第1話でレイが初号機に乗ってサキエルと交戦している。

### 動力
背部に接続されたアンビリカルケーブルからの電力供給で稼働する。予備電源を内蔵しており、ケーブルからの電力供給を失ってもフルで1〜3分程度、ゲインを利用すれば5分の活動が可能。また肩に外付けの大型バッテリーを装着することにより、ケーブルなしでの稼働時間を延長することができる。なお初号機は第19話で第14使徒ゼルエルを捕食しS2機関を獲得したが、第23話ではケーブルを装着して出撃している。

### 性能
使徒と同様、A.T.フィールドを展開することができる。A.T.フィールドは機体周囲を取り巻くバリアの一種であり、機体への物理的干渉のほか強力なものになると第10使徒サハクィエルや第17使徒タブリスのように電磁波すら通さなくなる。至近距離ではA.T.フィールド同士を中和させることによって防御壁を無効化できる。EVAが使徒に対して唯一有効な対抗策とされるのはこのため。
以上のように物理面に影響を及ぼすA.T.フィールドは防御以外にも攻撃手段として用いられている描写もみられる。劇場版では弐号機が戦略自衛隊の航空機に対しての攻撃手段としてカッターのように用いている。ゲームソフト『新世紀エヴァンゲリオン2』のF型装備では武装や推進部をA.T.フィールド自体を動力として活用している。
人型の汎用機体なので、刀剣や銃火器など人間の使う武器と同様の武装を装備できる。
全身が装甲に覆われているが、この装甲の真の目的は防具ではなく拘束具としてEVAの暴走を阻止することである。
対使徒戦のみならず通常の人間同士の戦闘でも圧倒的な戦力であることに加え、その製造・運用には莫大な利権が生じることから、世界各国が製造権・保有権を巡って争っており、劇中で3号機・4号機は米国が製造権を主張して半ば強引に製造していたことが示されている。新劇場版ではEVAの保有数や技術転用を規制する国際条約「バチカン条約」が登場した。

## EVAシリーズ（『新世紀エヴァンゲリオン』）

### 零号機（EVA-00 PROTO TYPE）
- 搭乗者：
  - 綾波レイ[3]
  - 碇シンジ（機体相互互換試験のみ）[4]
- 機体色：山吹色[3]→青（改）[4]
- 眼：単眼
- コア（魂）：作中では言及無し
- 初登場話数：第5話

最初に製作されたプロトタイプで、当初は肩部ウェポンラックなどの装備もされていない。起動実験中に暴走事故を起こしたため凍結されていたが、第5話で凍結解除。第6話でヤシマ作戦に投入され、初号機を荷粒子砲から庇って大破した。その後の修復に伴って弐号機と同じ形状の装甲板と肩部ウェポンラックを取り付け機体色も青に変更する改装を施され、第11話の第9使徒マトリエル戦から再び実戦投入される。この実戦用形態は商品化される際などは零号機（改）と呼ばれ、第1話よりオープニングフィルムに登場している。肩部ウェポンラックにブースターが搭載されている（ただしこれは高所からのショック吸収用で、飛翔能力は無い）。第23話の第16使徒アルミサエル戦において使徒の物理的浸食を受け、使徒もろとも自爆し第3新東京市と共に完全に破壊された。
制作元については、第22話において赤木ナオコが「アダムより人の造りしもの」として脊椎と頭部、腕部だけのプロトタイプの零号機を紹介したこと、劇場版25話においてキール・ローレンツが「唯一、リリスの分身たるEVA初号機」と発言していることからアダムより作られたとする説と、アダムと呼ばれていたものが実はリリスであったことからリリスより作られたとする説がある。
コアについては、現在までに公表された設定資料中には明言したものはない。ゲーム『新世紀エヴァンゲリオン2』では、コアに魂が入っておらず、レイがシンクロに長期間を要したのはそれが理由であると解説されている。ただしその改良版であるPSP版ではこの理由について「レイに母親が存在しないこと」「コアのシステムが未完成であること」とされており、零号機のコアの魂の有無には言及されていない。
- 頭部と脊椎のみの失敗作がNERV本部の地下（ターミナルドグマ）に大量廃棄されている[3]。
- 改装前の山吹色の由来は、海軍飛行実験部所属機や東海道・山陽新幹線のドクターイエローなど、試作段階や試験用の機体、事業用車両などにこの色が多く使われることによる。

### 初号機（EVA-01 TEST TYPE）
- 搭乗者：
  - 碇シンジ[5]
  - 綾波レイ（機体相互互換試験、第14使徒ゼルエル戦[注 5]のみ）
- 機体色：紫[5]
- 眼：双眼
- コア（魂）：碇ユイ[5]
- 初登場話数：第1話

EVAシリーズの中でリリスより製作された唯一の機体。EVAシリーズのテストタイプ。搭乗者の生命に危機が迫ると、たとえバッテリー切れの状態であっても突如コアが反応して搭乗者の意思に関係無く暴走し、その際自らの力で顎部ジョイントを破壊し口を開け、咆哮を挙げる。第19話にて第14使徒ゼルエル戦の最中、覚醒した初号機が使徒を捕食してS2機関を取り込んでからは、無限の活動時間を得る。
初起動は第3使徒サキエル戦であるが、起動前にエントリープラグ未挿入の状態であるにもかかわらず、腕を動かして落下物からシンジを守る。初シンクロ時にプラグスーツの補助なしに41.3%と高シンクロ率を示すも、左手首を折られ、右眼を光の槍に貫かれて中破、その後暴走し（1度目の暴走）、左手首の自己再生、使徒のA.T.フィールドを侵蝕・中和などの圧倒的戦闘力を見せつけて使徒を殲滅した。第4使徒シャムシエル戦では初のEVA専用火器を使用するも効果はなく、ミサトの制止を振り切って活動限界時間一杯までのプログレッシブ・ナイフでの接近戦闘にて辛くも殲滅、第5使徒ラミエル戦は一度は敗北するもののヤシマ作戦にて零号機と共に殲滅、旧東京市都心の第28放置區域でミサトの援護により、暴走したJ.A.（ジェットアローン）を制止、第7使徒イスラフェル戦は弐号機が作戦に加わり、両機体の動きを同調させるユニゾン特訓の末、使徒を殲滅。第9使徒マトリエル、第10使徒サハクィエルは、戦列に復帰した零号機と3機で殲滅、第12使徒レリエル戦では、敵の本体である影に取り込まれてディラックの海を彷徨うが、シンジの生命維持に危険が迫ったことで碇ユイの魂が目覚め、2度目の暴走を起こして上空に浮かぶレリエルの影を引き裂いて殲滅し帰還した。
第13使徒バルディエル戦では、トウジの乗るエヴァとの戦闘を拒んだシンジに業を煮やしたゲンドウが彼のエントリープラグにダミーシステムを起動し、バルディエルを3号機ごと無惨に解体・殲滅、そのことにショックを受けたシンジが怒りのあまり初号機の機体内に篭城してゲンドウに謝罪を要求するも、ゲンドウの命令でL.C.L.の圧縮濃度を限界まで上昇させられて強制排除された。この事件以降、シンジが搭乗を拒否したため、第14使徒ゼルエル戦では代わりにレイが搭乗するも、ユイの魂がシンジ以外を拒絶、以前はシンクロ可能であったレイやダミープラグすらも受け付けなくなったが、第14使徒ゼルエル戦での戦闘で弐号機、零号機の無惨な結果を目撃し、加持に諭されたシンジは再び初号機に搭乗、左腕を失いつつも敵を追い込むもついに電源が切れて停止したが、シンジの声に反応するかのように再起動し3度目の暴走、再起動した際シンクロ率が400%を超え、ゼルエルの腕を引きちぎり、その腕を自らの左腕へ変換した後、ゼルエルのA.T.フィールドを破壊、ゼルエルを捕食しS2機関を獲得、この戦いで初号機は覚醒を果たし、他のEVAとは一線を画す存在へと変化した。その後、再度の暴走を警戒したゼーレの命令により使用を凍結されたが、第16使徒アルミサエル戦で物理的融合されそうな零号機を救出するため、ゲンドウが独断で凍結解除を発令したことで戦闘へと復帰、第17使徒タブリス戦では、タブリス（渚カヲル）が外部から操る弐号機と交戦、弐号機の撃退後、タブリス（渚カヲル）を殲滅する。
劇場版第25話では戦略自衛隊がシンジと初号機との接触を絶つためにケージに注入した硬化ベークライトに拘束され搭乗できなくなっていたが、弐号機が量産機に捕食されている際に無人のまま起動し、ベークライトを破壊してシンジを搭乗させ、ジオフロント内に出現、劇場版第26話では、弐号機の無残な姿を見たシンジに触発され暴走（4度目の暴走）、背に四枚の十字翼型A.T.フィールドを展開し、A.T.フィールドを背負ったままシンジのデストルドーにより地球の衛星軌道上にあったロンギヌスの槍を召喚、その状態をゼーレに利用されてサードインパクトを引き起こし、そのまま人類補完計画を発現させてしまったが、シンジがその世界を望まなかったため、初号機は同化したリリスから分離して地球を包み込むほどの巨大な12枚の赤い翼を展開、リリスと黒き月を崩壊させ、自らが持つロンギヌスの槍と量産機が持って共鳴させていたロンギヌスの槍のコピーをすべて破壊し、人類補完計画を破局させた後、搭乗していたシンジを地球に残し、石化して宇宙へと旅立った。
ゼルエル戦において暴走し四つん這いになって瀕死のゼルエルに這い寄っていくシーンがあるが、これは監督が「餓鬼をイメージして描いて欲しい」とアドバイスしたためである。
アニメ版ではレイが搭乗したのは機体相互互換試験および対ゼルエル戦で出撃しようとした時のみだが（後者は初号機にシンクロを拒絶されている）、貞本義行による漫画版では第1話でレイが搭乗して出撃、シンジとミサトを救うシーンがある。
暴走時などに発する声は、林原めぐみの声を加工したものを使用している。

### 弐号機（EVA-02 PRODUCTION MODEL）
- 搭乗者：
  - 惣流・アスカ・ラングレー[8]
  - 渚カヲル（第弐拾四話のみ）
- 機体色：赤[8]
- 眼：四眼
- コア（魂）：惣流・キョウコ・ツェッペリン[8]
- 初登場話数：第8話

アダムより製作された、エヴァンゲリオンの量産化を前提として開発された、いわば先行量産機。アスカの言葉を借りるなら「本物のエヴァンゲリオン」と呼べる機体である。
フルパワー時には頭部拘束具が一部展開、素体の4つ目を露わにする。
NERVドイツ第3支部で組み立てられ、第8話においてNERV日本本部に移送中、第6使徒ガギエルの攻撃を受けたためアスカの判断で起動、初戦を勝利で飾った。その後、他の2体と共に使徒殲滅に当たっていたが、第13使徒バルディエル戦では一瞬の躊躇をつかれ敗北、第14使徒ゼルエル戦においては一切の攻撃が通じず両腕と頭部を切断されて大破、この連敗とその両者を倒したのが双方とも初号機であったことによりアスカのプライドに綻びが生じ、シンクロ率が下がり始め、修理はされたものの、第15使徒アラエル戦においてアスカが精神的ダメージを受けたためさらにシンクロ率が低下、第16使徒アルミサエル戦では起動すらできない状態となり、その後廃人と化したアスカの代わりにやってきたフィフスチルドレンにして第17使徒タブリス=渚カヲルの力により無人で起動、彼に従いセントラルドグマへ侵入するが、追ってきた初号機と戦闘になり、初号機によって首筋と頭にプログ・ナイフを突き刺されて活動を停止させられた。
劇場版第25話ではアスカを保護するべくエントリープラグに載せてジオフロント内の地底湖底に配置される。そこに戦略自衛隊の爆雷攻撃が行われたことがアスカに死の恐怖からくる生への執着を蘇らせる。それに弐号機内のアスカの母の魂が呼応し、母の存在を感じたアスカは復活、周囲の戦略自衛隊を壊滅させたがアンビリカルケーブルは切断されてしまう。そのあと弐号機殲滅に投入されたS2機関搭載の量産型EVAシリーズ9機に対して内部電源の3分30秒でほぼ全てを撃破する活躍をみせたが、1機が放ったロンギヌスの槍（コピー版）がA.T.フィールドを貫通、頭部に直撃し同時に制限時間の活動限界を迎えてしまう。身動きの取れない弐号機は再起動したEVAシリーズに鳥葬のごとく内臓を食い尽くされ、アスカの「（量産機を）殺してやる…！」という強烈な意思が暴走（覚醒）を引き起こしかけるも、最後は8本の槍によって串刺しにされ完全に沈黙する。
テレビシリーズでは山下いくとがデザインを担当し、劇場版では本田雄が再デザインしたため微妙に外観が異なっている。分冊百科「エヴァンゲリオン・クロニクル」ではこの違いを第17使徒タブリス戦で負った損傷の修復に伴うものとしている。
漫画版では渚カヲルがアルミサエル戦で乗機とする（アスカの精神崩壊がアラエル戦直後にされたため）。レイの零号機と同様にアルミサエルの浸食を受けるが、カヲルの力により同化は免れる。この戦いでデュアルソーに物理融合したアルミサエルによって左足を切断されている。
デザインの着想はシューティングゲームのPCエンジン版『超兄貴』に登場する「エル&トポ」から得られている。デザイナーは「常にEVAにはダイバーのようなイメージをもっている」とのこと。

### 3号機（EVA-03 PRODUCTION MODEL）
- 搭乗者：鈴原トウジ[10]
- 機体色：黒[10]
- 眼：双眼
- コア（魂）：不明[注 8]
- 初登場話数：第18話

アダムより製作された。米国NERV第1支部製。頭部以外は弐号機と同じで、頭部は角が無い以外は初号機と似ている（プラモデルの説明書にあるラフスケッチには、初号機の後頭部にある部分と似た物体が描かれている）。
米国支部から日本本部へ移送中に第13使徒バルディエルに寄生され（積乱雲に潜んでいたとされる）、松代で起動実験中に使徒として覚醒、第3新東京市に向けて活動を開始する。零号機、弐号機を活動不能に陥れるが、ダミープラグによって暴走した初号機との戦闘の末、原形を留めないほどに破壊される。最後にトウジが閉じ込められたエントリープラグは、初号機によって握り潰される。搭乗していたトウジの結末は、テレビシリーズでは左脚切断の重傷、漫画では死亡と展開が異なるが、これはテレビシリーズプロデューサーの大月俊倫が番組製作前に出した、「どんな内容でも構わないが、子供が死ぬようなアニメだけは見たくない」という要望を受けてのものである。
ただ、大月は3号機の登場シーンを、オンエアから2年経った1997年になっても見ておらず、存在も知らなかったため、新宿で打ち上げに参加した際、バンダイからリリースされたプラモデルシリーズの中に見知らぬ「黒いエヴァンゲリオン（＝3号機）」があるのに気付いて、「誰が許可したんだ、こんなもの」「なんで、こんなのあるんだ」「メーカーが勝手にこんなん作りおって」などと憤慨したという。
ゲーム『新世紀エヴァンゲリオン2』では、条件を満たすことでトウジが3号機のパイロットとして戦列に加わる。その後も条件によっては使徒に寄生されずに最後まで運用される。また、いくつかのシナリオでは、スタート時点から3号機パイロットとなっている。N64版では、ゲームモードによっては選択・使用が可能。スーパーロボット大戦シリーズに登場する場合は、イベントによってはバルディエルを浄化して正式運用される場合もある。ただし、初登場した『スーパーロボット大戦F完結編』では、バルディエルとしての3号機ではないが、敵として登場する。『スーパーロボット大戦α』での武装は後述のプラモデル化された際に付属した武器の数と種類が同一である。
なお、プラモデル（LMHGシリーズ）では、使徒侵食前の3号機と、使徒侵食後の3号機（第13使徒バルディエル）版があり、腕パーツと一部パーツ以外は共通となっている。

### 4号機（EVA-04 PRODUCTION MODEL）
第17話で存在が言及されるのみ。アダムより製作されたが、米国NERV第2支部での試験中、S2機関の暴走により、周りの関連研究施設と共に消滅する。
テレビシリーズでは言及のみで外観描写は無かったが、プラモデル化の際に設定された。形状は3号機と同一であり、カラーリングはシルバー。ゲームなどに登場する4号機に関しては後述。

### 量産機（5号機 - 13号機）（EVA-05 - 13 MASS PRODUCTION MODEL）
- 搭乗者：ダミープラグ[12]（KAWORU.01[注 9]）
- 機体色：白[13]
- 眼：無し[注 10]
- コア（魂）：不明
- 初登場話数：劇場版第25話

アダムより製作された、通常「EVAシリーズ」と呼称される9体の量産型機。カヲルがベースとなったダミープラグにより稼動する。S2機関を搭載しており、活動時間に限界は無い。収納展開が自在な翼を背面に内蔵しており、自力飛行が可能。携帯武器は諸刃の剣（脚本では槍となっている）であるが、これはロンギヌスの槍のレプリカを変形させたもので必要に応じて本来の姿に戻る。前述の理由により内部電源が不要になったことに加えロンギヌスの槍を得物として持つためプログレッシブ・ナイフなどの存在価値が薄いゆえにウェポンラックを装備していないのも特徴である。
眼の無いウナギのような頭部が特徴。また、エントリープラグ挿入口や全体的なデザインが他のEVAと異なっている。これは零〜4号機を山下いくとがデザインしたのに対し、量産機のデザインは本田雄が手掛けたことによる。再起動や捕食、再生など、EVA初号機の暴走状態と非常に酷似した行動パターンを持つ。
劇場版第25話では、ジオフロント内の戦略自衛隊を壊滅させた弐号機に対抗するために輸送機から投下され弐号機と交戦。弐号機の圧倒的な戦闘力の前に次々と一旦は撃破されていったが、弐号機の活動限界間際に9号機が放ったロンギヌスの槍によって弐号機の頭部を串刺しにする。動けない弐号機に対し全機再起動、再生した量産機は弐号機を鳥葬のごとく捕食した後、全機で上空からロンギヌスの槍を突き刺し葬る。第26話では、レイと同化したリリスからのアンチA.T.フィールドにより、リリス（＝レイ）と同化、頭部にいびつに歪んだレイの顔が表出する。その後、初号機を依代にし、サードインパクトを誘発させ各機自らのコアにロンギヌスの槍を突き刺しS2機関を共鳴、およびアンチA.T.フィールドを展開。地球上の人間、全てのA.T.フィールドを無力化し、人類全てをL.C.L.へと還元させるが、初号機によって量産機のロンギヌスの槍は全て破壊される。その後量産機は全て活動を停止、石化し地上へと降下する。
見た目での区別はつかないが、脚本や絵コンテでは9体の量産機はそれぞれ全て機体番号で区別されている。製作地は、5、6号機がドイツ、8号機が中国である。
弐号機によって破壊された順番は9号機（頭部を潰され背骨を折られる）、11号機（プログ・ナイフを頭部に突き刺される）、7号機（プログ・ナイフで右手を切断され首をへし折られる）、6号機（諸刃の剣で袈裟懸けに斬られる）、12号機（諸刃の剣で腹部から上下に切断される）、8号機（諸刃の剣で左足を切断される）、10号機（ニードルガンで頭部を刺される）、5号機（喉元を握りつぶされ13号機と同時にみぞおちを貫通される）、13号機（5号機越しにコアを鷲掴みにされる）である。
漫画版ではSTAGE:81より登場。劇場版第25話同様、復活したアスカの駆る弐号機と死闘を繰り広げる。しかし戦闘力は劇場版を上回っており、劇場版では全機とも一度撃破されているが、漫画版では弐号機を劣勢に追い込んだだけでなく弐号機の機能停止までに三機生き残っている。また再生能力も遥かに強力になっており、初号機と弐号機に与えられたダメージを短時間で完全に回復させている。最終話ではシンジの遺志により再生された世界にも石化した量産機が残っており「何物なのか何故そこにあるのか学者にも誰にも判らない」とされている。
量産型のプラモデルは2種類存在しており、通常版は頭部パーツが2種類の形状の交換式で武器は諸刃の剣、「最終戦仕様」版は頭部の口が開閉可能なギミックがあり武器がロンギヌスの槍（コピー）である、という違いがある。

## EVAシリーズ（『ヱヴァンゲリヲン新劇場版』）
4部作のタイトルは「ヱヴァンゲリヲン」であるが、作中における機体の正式名称は「エヴァンゲリオン」である。また本作では、局地仕様である封印監視特化型限定兵器の仮設5号機や、ヒト型ですらないMark.04シリーズが存在し、EVANGELIONというカテゴリ自体には「汎用ヒト型決戦兵器」という意味合いは含まれておらず、一部の機体の仕様名称となっている。
『新世紀エヴァンゲリオン』におけるコアは本作ではコアユニットと呼称されており、設定がテレビシリーズとは異なっている。このコアユニットは機体から分離可能であり、封印時には取り外される。また『新世紀エヴァンゲリオン』ではEVAにコアが存在する事実は第14使徒戦まで一部の人間を除いて知らされていなかったが、本作ではシンジの初号機初起動時にはコアユニットの言及がある。
『破』以降では、パイロットの意志でEVAに備わったリミッターを解除し、パイロットへの負担と引き換えにさらなる力を引き出すコマンドである裏コードが登場した。頭上に光輪が出現し飛行や光線を発射する能力を獲得する覚醒という状態も登場した。
当初は内部電源での活動時間は5分（フル・ゲイン利用の区別は言及なし）でアンビリカルケーブルからの電源供給が途絶えるとモニターに活動限界までの残り時間が表示されていたが、『Q』ではケーブルを接続せずに活動していても残り時間の表示はない。WILLE所属のEVAは内部電源が10%まで減ると警告表示と共にパワーセーブモードに切り替わり旧世紀版や『破』までのように時間切れと共に動けなくなるというわけではなくなっているほか、スペアと呼ばれる器具で右手首から内部電源の充電をする描写がある。NERV所属のEVAはアンビリカルケーブルを含めた電力供給に関する描写がなく、『シン』ではWILLE所属のEVAも活動限界に関する描写はない。
『Q』にて、EVAのパイロットとなった少年少女たちはエヴァの呪縛を受けるという新設定が登場した。これにより、頭髪以外の身体の変化が新陳代謝を含めてなくなる・リリンの近寄れないL結界密度の高い場所でも活動できるようになるなどの影響がある。

### 零号機（新劇場版）
- 正式名称：汎用ヒト型決戦兵器 人造人間エヴァンゲリオン 試作零号機（EVANGELION PROTO TYPE-00）
  - （改装後）：汎用ヒト型決戦兵器 人造人間エヴァンゲリオン 試作零号機（改）（EVANGELION PROTO TYPE-00'）
- 所属：特務機関NERV日本本部
- 搭乗者：綾波レイ
- 機体色：山吹色
- 眼：単眼

基本的なデザインは『新世紀エヴァンゲリオン』と同様だが、改装・就役後もカラーリングが変更されないまま、2号機と同じ肩部ウェポンラックと胸部アーマーが装備された。第10の使徒戦でN2弾頭装備のミサイルを抱えて特攻するも撃破出来ず、全身を焼かれ立ち尽くしているところを第10の使徒に膝から上を捕食され、レイごと取り込まれてしまう。ただし不要な頭部は吐き捨てられた。

### 初号機（新劇場版）
- 正式名称：汎用ヒト型決戦兵器 人造人間エヴァンゲリオン 試験初号機（EVANGELION TEST TYPE-01）
- 所属：特務機関NERV日本本部
- 搭乗者：碇シンジ
- 機体色：バイオレット
- 眼：双眼、三眼（擬似シン化第2形態）

細部のデザインやカラーが変更された以外は『新世紀エヴァンゲリオン』と同じ。シンジの身に危険が迫ると暴走する点も同じだが、レリエルに相当する使徒が登場しない関係で、作中の暴走回数は2回となっている。新武装としてガトリング砲を用いるが、第5の使徒に有効な打撃は与えられなかった。また第6の使徒戦のモニターから、固有波形パターンは「Blue**A'」であることがわかる。第10の使徒戦では、「世界がどうなっても綾波だけは助ける」というシンジの意志の下、擬似シン化第1覚醒形態へと変化。シンジにコントロールされた状態で秘めた能力を開放した。その際は拘束具の蛍光グリーンの部分が赤に変色し、頭上に天使の輪のような光輪（エンジェル・ハイロウ）が出現。A.T.フィールドで形成した左腕を変化させての攻撃や、両目から光線を放つなど使徒のような攻撃を見せ、使徒のコアから零号機のコアをレイごと摘出した。プラグ深度は180以上にも達しており、リツコをして「人の域を超えた」と言わしめた。まもなく、レイの姿を取った巨大なヒト型（サルベージされた零号機のコアを基点に、形象崩壊した使徒の体液が集まったもの）と融合し、セカンドインパクト時に出現した4体の光の巨人と酷似した三眼の光の巨人「擬似シン化第2形態」へ到達してサードインパクトを発生させかけたが、月面から降下してきたMark.06が投げたカシウスの槍によって初期段階で阻止され、ニア・サードインパクトに留められた。その後、シンジとレイをエントリープラグ内に取り込んだまま活動を停止、凍結される。
その後は封印の棺に入れられ、大気圏外にコア化状態で封印されていたが、反NERV組織WILLE（ヴィレ）が奪取作戦を展開、封印から14年が経過しても完全に覚醒状態が治まったわけではなく、作戦中危機に陥ったアスカのシンジへの叫びに呼応するかのようにMark.04Bに向けて光線を発射・撃破し、改2号機を支援した。接収後は取り込まれ身体を失ったシンジの身体をサルベージした後、WILLEの空中戦艦AAAヴンダーの主機として組み込まれた。この時点でのシンジとの深層シンクロテスト結果は0.00%であり、シンジが搭乗しても起動することはないとリツコが述べているものの、作戦中の再起動を危惧したWILLE上層部の判断により、シンジの首にDSSチョーカー（EVAの覚醒を感知すると、パイロットを殺して覚醒状態を解除させる首輪）が付けられた上に、検体としての扱いを受けることになった。
南極での戦闘でヴンダーが大破した後、ゲンドウと第13号機によって初号機は回収される。この時初号機は赤色にコア化しており四肢は切断されている。シンジが搭乗を希望するにあたって、『Q』で0%とされたシンクロ率は、実は0に限りなく近い値無限大であったとされた。シンジの操縦でゲンドウの第13号機と対峙するも打ち勝てず、両者の精神対話の後「エヴァの要らない世界にする」というシンジの意思を受け継いだ碇ユイによってゲンドウとユイは自らガイウスの槍(WILLEの槍)を身体に貫き、消滅した。

### 2号機（新劇場版）
- 正式名称：汎用ヒト型決戦兵器 人造人間エヴァンゲリオン 正規実用型2号機（先行量産機）（EVANGELION PRODUCTION MODEL-02）
  - （改装前）：汎用ヒト型決戦兵器 人造人間エヴァンゲリオン 正規実用型 2号機α 臨時暫定仕様（EVANGELION PRODUCTION MODEL-02α）
  - （改装後1）：汎用ヒト型決戦兵器 人造人間エヴァンゲリオン 正規実用型 改2号機β / γ（EVANGELION PRODUCTION MODEL-02'β / γ）
  - （改装後2）：汎用ヒト型決戦兵器 人造人間エヴァンゲリオン JA-02 機体流用ニコイチ型 新2号機α[17][注 13] （EVANGELION PRODUCTION MODEL-NEW 02α（JA-02 Boby Assembly Cannibalized））
- 所属：特務機関NERVユーロ支部→特務機関NERV日本本部（『破』）→WILLE（『Q』『シン』）
- 搭乗者：
  - 式波・アスカ・ラングレー
  - 真希波・マリ・イラストリアス（『破』第10の使徒戦のみ）
- 機体色：レッド
- 眼：四眼（第10の使徒戦において右上眼を喪失）

初号機・零号機同様カラーリングが若干変更されると共に、額部に短い角飾りが追加されている。NERVユーロ支部で建造された後日本本部へ移送、その最中の第7の使徒登場に伴い輸送機から即交戦に入り見事勝利、以来零号機・初号機と組んで使徒殲滅にあたるが、3号機の到着によって「各国はEVAを3体までしか所有出来ない」というバチカン条約に抵触、ユーロ支部の命令で一度凍結された。新武器として超電磁洋弓銃、サンダースピアを使用したほか、左右両方のウェポンラック内部にナイフホルダー、および連装ニードルガンのペンシルロックを固定装備として格納してあり、劇中で最も多種多様な武装を使用した。第10の使徒襲来においては、マリが凍結を無断解除してアスカの代わりに搭乗。裏コード「ザ・ビースト」により「獣化第2形態（第1種）」へと変形し、第10の使徒のA.T.フィールドを全て破壊するなど奮戦するも、第10の使徒の圧倒的戦闘力には及ばず左腕と右顔面を失い中破、避難していたシンジをシェルターからジオフロントに連れ出した後、活動を停止した。
『Q』では第10の使徒戦で失った右顔面・左腕を機械パーツで補修した、サイボーグじみた（あるいはサイバネティックス化した）外貌の「改2号機」として登場。8号機と共にWILLE所有となり、戦況に応じて装甲・武装を換装する仕様が取られるなど、NERV所有のEVAと比較し汎用兵器としての側面が強くなっている。バッテリーが切れると戦闘不可になるが、完全に動けなくなるわけではないため自分で予備のバッテリーパックを用いて電力補給が可能。劇中冒頭では、左腕義手として巻き取り式ロープガン、本体の2.4倍以上の超巨大な背部ブースターを装備し、宇宙空間での活動に特化した「改2号機β」として登場、宇宙空間でMark.04からの攻撃を躱し、8号機の支援も受けた末に初号機の奪還に成功、水中でのヴンダー主機点火作業以降は、本物の腕より一回り太い形状（前腕部以降をガトリングガンへと換装可能）の左腕義手および、β仕様以前より堅牢な装甲を装備した「改2号機γ」として運用された。ヴンダーの動力炉に強制点火したり、新装備である双刃の薙刀を振るってMark.09や第13号機との戦闘を行なうなど奮闘、「アダムスの器」としてヴンダー奪還を図ったMark.09を止めるべく、「コード777（トリプルセブン）」のモードチェンジにより、前作『破』での獣化第2形態（第1種）からさらに尻尾やネコ科の獣のような牙が発生した「獣化第4形態（第2種）」へと変形し奮戦、アヤナミレイ（仮称）の脱出後体内にガトリングガンを撃ち込むも、Mark.09の全身がコアであるためすぐに再生されてしまい、最終的にMark.09もろとも自爆、機体の一部のみが8号機とともに回収された。
『シン・エヴァンゲリオン劇場版𝄇』では「新2号機α」として登場。本体は頭部、上半身、コア部分のみ再生・修復しており、序盤でユーロNERV本部から回収したJ.A.-02の本体と半ば強引に組み合わせることで重機化し、動力炉も機体の背部から突き出す形でJ.A.リアクターをそのまま流用しており稼働時間を延伸、巨大な重火器とバックパックを装備している。劇中ではヤマト作戦開始直前に改8号機γと共にぎりぎり形になり旧南極のNERV本部にてMark.07の大群と戦闘する。脚部と背面にあるミサイルや改8号機γから次々に投げ渡される武装を駆使しながら迎撃、群となりドリル状に押し寄せるMark.07の大群を改8号機γとのA.T.フィールドの連携技で壊滅させる。強制停止信号プラグを起動前の第13号機に打ち込もうとするも新2号機α自身のA.T.フィールドに妨害され、それを打ち破るため「裏コード999（スリーナイン）」を発動。この時アスカは左目の眼帯を外し、眼の中に埋め込まれていた小型の使徒封印用呪詛柱を引き抜いて封印されていた第9使徒の力を開放、さらに機体にエンジェルブラッド（使徒の血）を注入することで覚醒を果たし、使徒と融合することで新2号機αを強化した。上半身の生体パーツは左腕をA.T.フィールドで再構成しながら機械部分から抜け出し、大爆発のあと本体を輝かせながら膨張、使徒とエヴァが融合を果たし人の形を捨てた異形の姿となる。この際に第9使徒の特徴的な長い腕が背面から生え、新2号機のA.T.フィールドを中和した直後、起動した第13号機により全腕を吹き飛ばされて内部から破裂、急激にしぼみ込んだところでエントリープラグを抜き取られ第13号機に取り込まれながら首から下がL.C.L.となり崩壊する。頭部のみヴンダーの甲板に打ち上げられた。『破』の獣化第2形態時の声は、坂本真綾の声を加工したものを使用している。
『シン』Blu-ray映像特典の『EVANGELION:3.0(-46h)』では「2号機α 臨時暫定仕様」として登場。エヴァインフィニティーに襲われていた幼少期のミドリを救出した。

### 3号機（新劇場版）
- 正式名称：汎用ヒト型決戦兵器 人造人間エヴァンゲリオン 正規実用型3号機（EVANGELION PRODUCTION MODEL-03）
- 所属：特務機関NERV北米第3支部→特務機関NERV日本本部
- 搭乗者：式波・アスカ・ラングレー（テストパイロット）
- 機体色：ブラック
- 眼：双眼

『ヱヴァンゲリヲン新劇場版:破』に登場。フェイスマスクが赤色になっているなど、旧世紀版とは細部カラーリングが異なる。旧世紀版ではシンジの親友である鈴原トウジが搭乗したが、新劇場版ではアスカが搭乗する。初号機のダミーシステム（旧世紀版ではダミープラグ）により機体はバラバラに引きちぎられるが、手で握りつぶす描写だったエントリープラグの破壊は、噛み潰される描写へと変わっている。新劇場版における各部の変更点については『ヱヴァンゲリヲン新劇場版:破』を参照。

### Mark.04
- 所属：NERV
- 機体色
  - 黒＋紫（Mark.04）
  - 水色（Mark.44A）
  - グリーン（Mark.44B、4444C）

『ヱヴァンゲリヲン新劇場版:Q』『シン・エヴァンゲリオン劇場版𝄇』に登場するEVA。複数のタイプが存在し、いずれも従来のヒト型のEVAとは形状がまったく異なる。
『Q』に登場するものは、コアブロックと呼ばれる弱点を複数備えた円盤状の本体に、EVAの下半身や脚部・肩部ウェポンラックに酷似するディテールを備えたデザインとなっている。また、固有波形パターンは使徒と同じ青とされるが、モニター上ではニアリーイコールとなっている。
EVANGELION Mark.04 (Code 04A)
US作戦時に改2号機を襲撃したEVA（数体）。モニター内では「Mk.04A」と表示されるが、WILLEからは「コード4A」と呼称された。散弾発射機構とアンチA.T.フィールドの効果を持つ二叉の槍（EVAの脚部のようなもの）を２つ備えており、A.T.フィールドを後方に多層構造のごとく展開することによって、自在に飛行する。いずれも8号機の援護射撃により、破壊された。コアブロックは黒い円盤状で、コアは2つ。
EVANGELION Mark.04 (Code 04B)
US作戦時に改2号機を襲撃したEVA。初号機が封印されていた十字架状の棺に潜伏していた。折りたたみ式の長いフィールド反射膜と呼ばれる腕を4本持ち、リング状に展開して集光することによってA.T.フィールドで中和できない謎の光を放つ。改2号機の左腕を破壊して追い込むが、シンジに対するアスカの呼びかけに応える形でごく短時間覚醒した初号機が発した光線により、殲滅される。コアブロックは黒い円盤状で、コアが1つ。破壊時には形象崩壊し、虹の輪が現れた。
EVANGELION Mark.04 (Code 04C)
ヴンダーを襲撃した敵（計4体）。ネーメズィスシリーズとも呼ばれる。モニター内では「Code 04C」と表示される。海面下に「擬装コクーン」と呼称される領域を展開して潜伏し、接触した物体が消滅する「光の柱」を複数出現させ、艦隊を檻状に包囲する。巡洋艦を撃沈しながら柱の間隔を狭めていく飽和攻撃をヴンダーにしかけるが、主機の起動に成功した時のヴンダーの衝撃波により光の柱を吹き飛ばされる。その後、帯状の腕で攻撃しヴンダーの翼を貫通しつつからめとるが、ヴンダーはその状態のまま強引に上昇し擬装コクーン内に潜伏していたコアブロックを引きずり出された。最後はエネルギー貫通弾の連射を浴びて破壊された。コアブロックは黒い円盤状で、コアが16個、帯状の腕を16本もつ。破壊時には形象崩壊し、虹の輪が現れた。
『シン』に登場するものは、複数のEVAを組み合わせた外見をしており、使われるEVAの数に応じて4の数が増えていく。『Q』のものよりは元がEVAであることがうかがえるが、EVAの頭部は欠損しており、使徒共通の仮面がその代わりに付けられているなど、異形ぶりを増した外観となっている。
EVANGELION Mark.44A（フォーツーエー）
航空特化タイプ。封印柱の復元オペ中にWILLEを襲撃するために大量に出現したEVA。大の字状に手足を広げた2体のEVAの腹部が合わさった状態で接合している。両腕両足先端ではEVAの肩部がシュナイダープロペラのように回転しており、クワッドローターのような形状を呈する。頭部には2つの使徒の仮面があり、その間からはロンギヌスの槍のコピーが出ている。航空特化タイプの呼び名の通り、自律で飛行する。同じA.T.フィールド対策を有していた04Aが散弾を装備していたのとは違い、突撃しか攻撃手段がない。
EVANGELION Mark.44B（フォーツービー）
電力供給特化型。封印柱の復元オペ中にWILLEを襲撃したEVA。頭部と両腕を欠損したEVA2体が電力供給ユニットを挟む形状となっている。10体の44Bで、1体の4444Cに電力を供給した。
EVANGELION Mark.4444C（フォーフォーシー）
陽電子砲装備 陸戦用。封印柱の復元オペ中にWILLEを襲撃したEVA。ドリルと蛸足を組み合わせたような脚が4本と、その上に通常型の上半身のEVA4体が神輿を担ぐような形で陽電子砲を装備している。EVAの軍事転用を禁じたバチカン条約に違反する代物。前述の44Bとの連携により、かつてヤシマ作戦で陽電子砲が運用された時よりも比較にならない早さで連続発射が可能となっている。
なお、『破』で存在が示唆された4号機との関連性は不明。こちらは稼働時間の限界を延長する（新劇場版ではS2機関という表現はされていない）試験機であったが、事故によって北米第二支部と共に蒸発したとされる。試験内容の詳細はリツコですらほとんど知らされておらず、事故との見解にも加持が疑義を示している。

### 仮設5号機
- 正式名称：封印監視特化型限定兵器 人造人間エヴァンゲリオン 局地仕様 仮設5号機（EVANGELION PROVISIONAL UNIT-05）
- 所属：特務機関NERV・ベタニアベース
- 搭乗者：真希波・マリ・イラストリアス
- 機体色：グリーン
- 眼：ゴーグル型

『ヱヴァンゲリヲン新劇場版:破』に登場するEVA。名称が示す通り、汎用性に優れた他のEVAと大きく異なり、NERV・ベタニアベースに封印されている第3の使徒の封印監視を目的に、同施設内での運用に特化した特殊な形態・機能を持つ。急造品の機体であるためか、プラグスーツは旧式で、シンクロ開始時に苦痛を伴う。加えて、インテリアと腕部がケーブルでつながれていてパイロットの身体の動きが制限される、インダクションレバーのトリガーの数が多いなど、機体制御や操縦システムに粗が目立つ。
頭部と胴部は従来のEVAとほぼ同様の形状をしているが、下半身は4本足の多脚型で先端には車輪のようなものがあり、狭い空間でスムーズに旋回などを行うことが可能。脚部にはブースターノズルを装備している。また、胴体の下部にはカバーで覆われたドリルが二つ装備されており、緊急時の急減速の際にはカバーを排除し地面に突き立ててブレーキ代わりに使用する。腕はヒジから先が二本爪のマニピュレーターを備えた義手として機械化されており、さらに右腕はこの義手を差し込む形で保持される長大なランス（対使徒専用殲滅兵器「簡易式ロンギヌスの槍（似非復元型）」）を装備している。ただし、これらの仕様はマリに言わせると「鈍重」「パワー不足」とのこと。
機体の特性上アンビリカルケーブルは無く、代わりに肩部ウェポンラックの先端にあるトロリーポールによって電力を得ており、そこから背面へ伸びるケーブルによって本体に電力を供給している。背面にはSSTOに似たシルエットを持つ脱出ユニットを背負っている。エントリープラグが挿入口から射出され、ユニットと連結、その後にユニットに装備されているブースターが点火され機体から分離し飛行するというシークエンスで脱出が行われる。
『破』冒頭で、復活した第3の使徒と交戦。地下の「辺獄エリア」から「アケロンエリア」への脱走を許すも、マニピュレーターで使徒のコアを握り潰す。その際、稼動状態がフルパワーに達したためか、暴走時の初号機と同様に顎部の拘束具を引きちぎりながら口を開く描写がある。直後にマリは自爆プログラムを起動し自らはエントリープラグごと脱出、機体を道連れに自爆し、使徒を殲滅した。劇中ではこの一件自体が5号機と第3の使徒を葬り去るためにゲンドウらの指示で加持リョウジが工作したものであることが示されている。
システムボイスはMAIが担当している。

### Mark.06
- 正式名称：EVANGELION Mark.06
- 所属：ゼーレ
- 搭乗者：渚カヲル（『破』のみ）
- 機体色：ネイビー
- 眼：双眼（バイザー型）

『ヱヴァンゲリヲン新劇場版:序』のラストシーンにおいて登場する月面の黒い巨人をベースに建造された。建造中の巨人の頭部の仮面は旧世紀版の第2使徒リリスのものと酷似している。ゲンドウ曰く「建造方式が他とは違う」エヴァンゲリオンである。『破』の序盤では月面のタブハベースにて建造中であり、建造現場上空をゲンドウと冬月が視察に訪れたが、ゼーレが上陸を拒否している。ゼーレが「真のエヴァンゲリオン」と呼称し、当初NERVに報告することなく建造が進められていた。終盤で完成、カヲルが搭乗してNERV本部上空に飛来。サードインパクトを起こしつつあった初号機を手にしたカシウスの槍で停止させた（ニアサードインパクト）。『序』『破』の予告では「エヴァ6号機」と、劇中では「マークシックス」（Mark.06）と呼称されている。バイザー内部には初号機と似たような形状の双眼がある。また、覚醒した初号機と同様に頭上に光輪を持ち飛行能力を有する。本機以前のエヴァンゲリオンよりひと回り大きく見える描写があるが、実際に設定上のサイズ差が存在するかは不明。
『ヱヴァンゲリヲン新劇場版:破』から『ヱヴァンゲリヲン新劇場版:Q』までの劇中経過年数14年のうちに自律型へ改造され、セントラルドグマ最深部でサードインパクトの起点となったが、加持リョウジの犠牲によって自らのコアとリリスの胸を槍で貫き停止した。その後、サードインパクト停止時に頭部と破断したリリスの胴体とともにセントラルドグマ最深部に放置されていた。第13号機により槍を引き抜かれた際に、体内の第12の使徒が活動を再開するが、アヤナミレイ（仮称）の乗るMark.09によって首を落とされ、Mark.06は活動を停止する（体外に出た第12の使徒は第13号機に吸収された上で、コアは噛み砕かれた）。

### Mark.07
- 正式名称：EVANGELION Mark.07
- 所属：NERV
- 搭乗者：ダミーシステムのレイ
- 機体色：白
- 眼：髑髏

『シン・エヴァンゲリオン劇場版𝄇』のCパート、ヤマト作戦において登場するEVA。WILLEからは「エヴァ7シリーズ」と呼称された。人間の頭蓋骨のような頭部を模し、セカンドインパクトの爆心地にWILLEが降下する際、無数に現れた。武器は持たず、噛み付いて攻撃することから一つの単調な指令の下にプログラムされていると思われる。単縦陣の44Aのように自ら群体を形成して、一本のドリルに構築して攻撃する行動が見受けられたが、アスカとマリのダブルA.T.フィールドによって一掃される。
山下いくとによると、当初はコアのみでA.T.フィールドを発生させる機能しかないエヴァとして7号機のデザイン案をしたが、後にそのデザイン案は44Bや4444Cとして採用されたとのこと。

### 8号機
- 正式名称：汎用ヒト型決戦兵器 人造人間エヴァンゲリオン 正規実用型（ヴィレカスタム） 8号機α / β（EVANGELION PRODUCTION MODEL CUSTOM TYPE-08α / β）
  - （改装後1）：汎用ヒト型決戦兵器 人造人間エヴァンゲリオン 正規実用型（ヴィレカスタム）8号機β 臨時戦闘形態（EVANGELION PRODUCTION MODEL CUSTOM Type-08 β-ICC）
  - （改装後2）：汎用ヒト型決戦兵器 人造人間エヴァンゲリオン 超極限空間対応用特殊装備追加可能型　改8号機γ 両腕暫定的補強仕様[23]（EVANGELION PRODUCTION MODEL-08γ）
  - （アダムスの器捕食後）エヴァ8号機プラス・フォー・イン・ワン
- 所属：WILLE
- 搭乗者：真希波・マリ・イラストリアス
- 機体色：ピンク
- 眼：複眼（8個）

『ヱヴァンゲリヲン新劇場版:破』本編後の『ヱヴァンゲリヲン新劇場版:Q』予告にて初登場。予告においては、「胎動するエヴァ8号機とそのパイロット」とあり、錨型のバイザーを装備する頭部、初号機・Mark.06同様の角らしき物、耳およびイヤリングのような意匠、初号機と同様の睫毛のような模様、頭上の光輪など『Q』本編と異なる外観で登場していた。
『ヱヴァンゲリヲン新劇場版:Q』では、初号機の起こしたニア・サードインパクトから14年後、反NERV組織であるWILLEが運用している。「ヴィレカスタム」の表記から、元々NERVが建造していたがWILLE結成時に強奪されたと思われるが、詳しいことは明らかにされていない。『Q』序盤は14年前に運用されていた2号機と同じようなボディの「8号機α」として登場。後に改修を受け、「8号機β」となった。こちらはボディが太くなったほか、手首から腕にかけて篭手のような防具が追加されている。劇中ではロングバレルの超長距離ライフルやハンドガンといった銃器を用いたほか、予備のバッテリーパックなどを運搬して改2号機をバックアップした。
『シン・エヴァンゲリオン劇場版𝄇』の冒頭では「8号機β 臨時戦闘形態」として登場。本来の8号機の胸から腹にかけての部分には大量の包帯が巻かれており、両腕は胸から背を一周するリング状の装甲とジャッキ状の細いパーツで接続された多数のウェポンラックやプロペラントタンク付きスラスターを装備し、足先まで届くほど長いものとなっている。上空に位置するAAAヴンダーから極細のワイヤーでマリオネットのように吊り下げられており、操縦はステアリング状の非実体コントローラーで行う。マリによる操縦のもと、空中で回転しながら両腕の機関砲を乱射する姿や、リツコたちによる旧NERVユーロ施設の復元作業を援護してEVA軍団を撃破する姿が描かれている。その後WILLEがフランスにある旧ネルフユーロ施設を復旧させたことによって回収できたパーツで失った両腕を改修され「改8号機γ」となった。ヤマト作戦決行時には超大型武装コンテナであるドラゴンキャリアと接続、Mark.07の大群との戦闘では自由落下しながら新2号機αに武装を次々と投げ渡し迎え撃つ。最大の改修点は「オーバーラッピング」に対応させたことで、これは他の機体の組織を捕食することにより捕食対象を糧とし、その機能を継承、そして自らの欠損部位を補填できるというもの。劇中では両腕を失った状態のまま、まずヴンダーに取り付き侵食していた「エヴァオップファータイプ」であるMark.09-Aの右腕を食いちぎり吸収することで自身の右腕を修復、そのまま首元から捕食していったことでアダムスの器の力を取り入れ、頭上に光輪をまとわせながら空中浮遊、マイナス宇宙への航行能力を獲得するに至った。シンジを初号機に送り届けた後、残りの3機に取り囲まれながらも圧倒する。まずMark.10の頭を丸ごと食いちぎりながら上半身を食い尽くし、左腕を修復すると同時にA.T.フィールドで巨大な虎のようなオーラを形成しMark.11の上半身を瞬時に捕食。光輪の数も捕食数にあわせて増加し、捕食シーンは描かれなかったものの、残るMark.12は劣勢となり、かなりたじろいだポーズを見せていた。最終的にオップファータイプ全4機の能力を吸収することで「8プラス9プラス10プラス11プラス12号機」となり、事実上、歴代エヴァ最強クラスの能力を得た。その能力向上は凄まじく、マイナス宇宙への航行、光線を蹴り返し、使徒と同じ強力な光線発射能力でNHG2番から4番艦までを次々に破壊していった。槍を届けようとするミサトの特攻とAAAヴンダーの最後を見届けた後、最終的に槍の力でエヴァが消滅していく中、海岸に座り込むシンジの前に現れた「最後のエヴァンゲリオン」となり消滅していった。唯一ヴィレの槍で貫かれる描写はなく消えていった。『シン』での咆哮などは、坂本真綾の声を加工したものを使用している。

### Mark.09
- 正式名称：EVANGELION Mark.09
- 所属：NERV
- 搭乗者：アヤナミレイ（仮称）
- 機体色：山吹色→黒（第1のアダムスの器（移行中間形態）ゼーレ仕様）
- 眼：単眼→複眼（12個、第1のアダムスの器（移行中間形態）ゼーレ仕様）

『ヱヴァンゲリヲン新劇場版:Q』に登場するNERV所属のEVA。装甲の仕様・カラーリングは零号機に酷似している（シンジも初見時には零号機と誤認した）が、頭部のカメラアイが顔面部の大半を占めるほど極端に大きく、全体が眼球のように可動式になっているのが特徴。汎用兵器としての用途も若干残されているが、電力供給を必要としないどころか、A.T.フィールドは無く、機体全体がコアとなっていることから、全身を一度に殲滅でもされない限り頭を吹き飛ばされようが稼働に支障をきたさない上、長距離飛行用の巨大なブースターパックを有機的な変形によって背面に展開できるなど、疑似シン化形態の初号機や第13号機に近い人外の領域のエヴァンゲリオン。第13号機の覚醒後は、頭上に光輪が出現し飛行能力を発揮、さらに光線を放つようになる。WILLEからはヴンダー本来の主たる「アダムスの器」と認識されている特殊な機体である。近接戦闘時は大型の鎌を武器とする。
発艦後のヴンダーを急襲、検体として監禁されていたシンジを鹵獲し、8号機の銃撃により頭部を丸ごと吹き飛ばされてもものともせずNERV本部に連れ帰った。第13号機のセントラルドグマ降下時には、支援および復活するであろうMark.06への対処のため同行し、妨害に現れたWILLEの所有するEVA（エヴァ改2号機、エヴァ8号機）を交えて奮闘、その後第13号機が2本の槍を抜いた為Mark.06内部の第12の使徒が復活、その時にMark.06の首を切り落とした事により第12の使徒がMark.06の首から出現し、第13号機の覚醒のトリガーとなる。その後第13号機の覚醒に伴いアヤナミレイ（仮称）のコントロールを離れ、ゼーレのシステムを基に自律稼働を開始、第13号機の鎮圧に現れたヴンダーに光線を放ち、その艦橋に同調した形状の12の眼をもつ頭部を再生する、着艦後機体色をヴンダーの艦橋色に変色させる、装甲が剥がれた腹部にあるデコイのコア上に仮面のような物体を持っているなど、ヴンダーの「本来の主」としての機能を遂行する異形の形態「第1のアダムスの器（移行中間形態）ゼーレ仕様」に変貌、触手状に変異させた脚部でヴンダーの主機に干渉、浸食してシステム奪還を図ったが、獣化形態となった改2号機に噛みつかれ、アヤナミレイ（仮称）の脱出後、改2号機の自爆によって殲滅された。

### エヴァオップファータイプ
- 所属：NERV
- 機体色
  - 山吹色＋黒（Mark.09-A）
  - 赤＋黒（Mark.10）
  - 青＋黒（Mark.11）
  - 白＋黒（Mark.12）
- 眼：複眼（12個）

『シン・エヴァンゲリオン劇場版𝄇』に登場するEVA。アダムスの器たる完全な同型機で、Mark.09の再生産機である「EVANGELION Mark.09-A」、NHG2～4番艦の主である「EVANGELION Mark.10」「EVANGELION Mark.11」「EVANGELION Mark.12」で構成されている。Mark.44のような使徒共通の仮面が付いているが、仮面だけを欠損した頭部の代替にしていたMark.44とは異なり、頭部に仮面が取り付けられた形となっている。仮面の形状も若干異なり、仮面に「IX」「X」「XI」「XII」の字のスリットが刻まれ、「X」の字のスリット中央部分に単眼のカメラアイがある。また、各機体は上半身部分のカラーリングがそれぞれ異なっている。また、オップファー（Opfer）とは、ドイツ語で「犠牲」の意。
超極限空間内で8号機と会敵し、全機捕食された。

### 第13号機
- 正式名称：エヴァンゲリオン第13号機（EVANGELION 13）
- 所属：NERV
- 搭乗者
  - 碇シンジ・渚カヲル（ダブルエントリーシステム）（『Q』のみ）
  - 碇ゲンドウ（『シン』のみ）
- 機体色：バイオレット
- 眼：四眼

『ヱヴァンゲリヲン新劇場版:Q』に登場するNERV所属のEVA。NERV本部で建造されていた。カラーリングなどは初号機に酷似しているが、改2号機γ仕様および8号機β仕様に準じる太い胴体、2段重ねになった四眼などに違いがある。ゲンドウ曰く「希望の初号機と対を成す絶望の機体」。リリスの結界を突破するための機体でもあり、2人乗りの「ダブルエントリーシステム」となっているのは、セントラルドグマ最深部にあるロンギヌスの槍とカシウスの槍の2つを入手するために2つの魂=2人のパイロットが必要とされるためであるとされていたが、実はDSSチョーカー作動により片方のパイロットが死亡しても、生存しているもう片方のパイロットにより覚醒を継続させるという「ゼーレの保険」としての意味合いもあった。エントリープラグは肩甲骨の部分にある挿入口から挿入され、右肩のエントリープラグで下段両眼、左肩のエントリープラグで上段両眼が開く。また、2本の槍を扱うため胸部にも1対の腕が隠されており、胸部展開時に4本腕の異形の姿となる。EVA本体はA.T.フィールドを発することは無く、機体の周囲に小型ユニット4基（モニターには「RS Hopper」と表示されている）を浮遊させ、この端末からA.T.フィールドを展開することで攻守に力を発揮する。その正体は「アダムスの生き残り」とされる。
カシウスとロンギヌスの対の槍、そしてこの機体を使えば「世界の修復」も可能だとされ、それを望むシンジとカヲルはセントラルドグマ最深部に到達し、改2号機を退けて2本の槍を手に取ろうとする。槍に違和感を覚えたカヲルが制止するもシンジは聞かず、さらにカヲルのエントリープラグのみが管制システムを切断され（この時眼が赤色へと変化する）、シンジは一人で機体を操作して強引に2本のロンギヌスの槍を引き抜いてしまう。それによりMark.06内に潜伏していた第12の使徒が復活し、侵食を受けたカヲルが第13の使徒へと堕とされる。そして最終的には第12の使徒を吸収し、初号機の擬似シン化形態をも超えた「疑似シン化第3+形態（推定）」となり、フォース・インパクトを起こしてしまう。これを止めるため、カヲルは機体に2本のロンギヌスの槍を刺し、シンジから引き取っていたDSSチョーカーの作動により死亡。それでもガフの扉は閉じず、マリが強制的にシンジのエントリープラグを射出させたことで、フォースインパクトは初期段階で抑えられ、機体は地表に向けて落下していった。
『シン・エヴァンゲリオン劇場版𝄇』では、NERV側に回収されアディショナルインパクトのトリガーとして利用された。再起動する際、使徒化したアスカを新2号機からエントリープラグごと引き抜き吸収することで再び、「疑似シン化第3+形態（推定）」となる。その際、シキナミタイプのオリジナルが第13号機に搭乗、あるいはコアへのダイレクトエントリーをしていることが判明する。その後、ゲンドウを体内に入れマイナス宇宙へと向かい、シンジの記憶の中で覚醒した初号機と戦う。最終的には、ユイとゲンドウによりガイウスの槍に貫かれて消滅した。

### 腕ユニット
『シン』で登場した、コアにEVAの腕と上下に肩部ウェポンラックが付いた物体。腕だけでカエルのように跳ね、プログレッシブ・ナイフのような武器で攻撃する。また、相手に組み付いて自爆することも可能。
起動前の第13号機に接近した2号機を攻撃、それを阻止したマリの8号機と交戦し、何体かは破壊されるも残った機体は8号機の腕に組み付いて自爆、8号機の両腕を吹き飛ばした。
劇中で全く説明のない兵器であり、『シン』のラストのEVAが次々と槍に貫かれるシーンにも登場しなかったことから、EVAとして扱われてない可能性もある。メイキング映像に映ったコンテには「腕ユニット」との記述がある。

### 兵器ではないエヴァンゲリオン
エヴァンゲリオン・インフィニティ、エヴァンゲリオン・イマジナリーを参照。

## その他EVAシリーズ
以下は作中未登場、または映像化されていない。

### 4号機（ゲーム）
- 搭乗者
  - 渚カヲル（新世紀エヴァンゲリオン2 造られしセカイ -another cases-、パチンコ・パチスロ）
  - 相田ケンスケ（碇シンジ育成計画、バトルオーケストラ）
  - ダミープラグ（シークレット オブ エヴァンゲリオン）
- 機体色：シルバー
- 眼：双眼
- コア（魂）：不明（『新世紀エヴァンゲリオン2』では魂が無い設定）

『新世紀エヴァンゲリオン2』に渚カヲルが搭乗する隠し機体として登場。カヲルと4号機は実は互いに交信しており（カヲルは「彼」と呼ぶ）、NERV本部上空に現れた異空間からカヲルの呼び掛けにより姿を現す。
『新世紀エヴァンゲリオン 碇シンジ育成計画』および『新世紀エヴァンゲリオン バトルオーケストラ』では相田ケンスケが搭乗。それより前の『鋼鉄のガールフレンド2』および同名の漫画でもケンスケが担当していたが、実際には搭乗せず、ゲーム版では本編同様消滅していた。
『シークレット オブ エヴァンゲリオン』では主人公であるNERV諜報部員・剣崎キョウヤの手により、S2機関暴走という理由を捏造してNERV北米第2支部を丸ごと葬り、その影で密かに機体をNERV本部に搬入したという経緯で登場する。
パチンコ・パチスロでは左腕に防御兵装が追加されている。『CR新世紀エヴァンゲリオン 〜最後のシ者〜』～『モバスロ ヱヴァンゲリヲン 〜真実の翼〜』では、新劇場版の他のエヴァ同様に細部のカラーリングが異なるデザインで登場。右腕に装備した半透明のシールドで第6の使徒の加粒子砲を防ぎ、左腕に装備したロンギヌスの槍を投擲している。

### 4号機（ラピットボーラー装備Ver.）
- 搭乗者
  - 真希波・マリ・イラストリアス（に扮した観客）（エヴァンゲリオン・ザ・リアル4-D: 2.0）
  - 渚カヲル（P新世紀エヴァンゲリオン 〜シト、新生〜）
- 機体色：シルバー
- 眼：双眼

ユニバーサル・スタジオ・ジャパン（USJ）で2016年に開催された『エヴァンゲリオン・ザ・リアル4-D: 2.0』に登場。基本的なデザインはそれまでの4号機と変わらないが、山下いくとの新デザインによる両腕に装備した3本指のシールドマシン状の武器（ラピッドボーラー）を振るうほか、両腕から翼を生やして飛行する。
『ユニゾンリーグ』でのコラボや、『P新世紀エヴァンゲリオン 〜シト、新生〜』でもこちらの仕様で登場する。

### エヴァンゲリオン乙型（乙号機）
- 搭乗者：渚カヲル
- 機体色：ライトオーカー

ブロッコリー製作のPS2用ゲーム『名探偵エヴァンゲリオン』『新世紀エヴァンゲリオン バトルオーケストラ』に登場。
『名探偵エヴァンゲリオン』では乙型、『新世紀エヴァンゲリオン バトルオーケストラ』では乙号機と呼称するが、同一の機体である。他のエヴァンゲリオンにはない翼が装備されており、自律飛行が可能。ゲーム『名探偵エヴァンゲリオン』ではゼーレ査察官渚カヲルの専用機。初登場はボウリングのピン型の死徒襲来のときで、死徒と疑われたボウリング場を破壊しようとした。また、虫歯型死徒襲来の際は3号機を死徒と疑い連行しようとした。最後のボスであり死徒として覚醒したカヲルを取り込み、ターミナルドグマで初号機と対決した。第1形態と第2形態がある。

### エヴァンゲリオン甲号機
- 機体色：ダークグリーン

ブロッコリー製作のPS2用ゲーム『新世紀エヴァンゲリオン バトルオーケストラ』のエンドレスモードに、41番目の敵として登場。
ゼーレが極秘裏に開発したエヴァンゲリオンで、エヴァンゲリオン乙号機の兄弟機。背部にEVAとしては初となる円形状のビーム兵器を装備している。さらに、この武装は分離することでオールレンジ攻撃が可能。このビットは複数のサイズが存在し、すべてを合体させることで、強力なビーム砲としても使用できる。この武装は、背中に固定された状態でも使用できる。解説書では、雨龍・凱龍などと記されているが、正式名称は不明。第1形態と第2形態がある。

### 8+2号機
- 機体色：右半身がピンク、左半身は赤

『ヱヴァンゲリヲン新劇場版:Q』本編後の『シン・エヴァンゲリオン劇場版𝄇』予告に登場したEVA。『シン』本編には登場しない。
8号機と2号機を融合させたニコイチ機体であり、マゴロックス（『エヴァンゲリオンANIMA』に登場する武器）を装備している。近接格闘とマゴロックスを用いて前述のMark.06に酷似したエヴァンゲリオンの大群と戦っていた。

### エヴァンゲリオン無号機（Another EVA）
- 機体色：バイオレット

短編映像シリーズ「日本アニメ（ーター）見本市」にて発表された短編「evangelion:Another Impact (confidential) 」に登場。
映像全編が3DCGで描かれており、デザインは竹内敦志。「どこかの時代、どこかの場所」で密かに開発されていたという設定で、それ以外の詳細は一切不明。初号機のような鋭角的なデザインの頭部で、鮫のような歯がむき出しの口、側頭部から生えた集音装置、平たい頭頂部が特徴。目は装着されたカバーで塞がれている。起動試験中に突然制御不能となり緊急停止を試みる最中、何者かによってカタパルトが開放され、無人の都市に向けて射出された。足止めにやってきた軍の戦闘機をたやすく一蹴し、綾波レイと似た「ここにいるよ」の声に導かれるかのように市街を駆け抜け、最後に空に向かって咆哮するところで映像は終了する。

### その他
馬型最終決戦兵器 ヱヴァインパクト
『ヱヴァンゲリヲン新劇場版：Q』とJRAのコラボレーションCMに登場した人造サラブレッド。
JRAとNERVがJRA補完計画として極秘共同開発し、近代競馬史に残る名馬のDNAとNERVのテクノロジーの融合によって誕生。東京競馬場地下で最終起動実験が行われており、飛来したロンギヌスの槍がトリガーとなって活動を始めている。搭乗者は武豊。
コンボイ・モードエヴァ
『トランスフォーマー』とのコラボ企画『TRANSFORMERS MODE EVA』より。コンボイ司令官がエヴァンゲリオンをスキャンし、巨大化した姿。
3式機龍乙型
『シン・ゴジラ』とのコラボ企画『ゴジラ対エヴァンゲリオン』より。3式機龍の初号機、弐号機カラー。
『スーパーロボット大戦X-Ω』ではNERVが保管していた3式機龍の2号機「3式機龍乙型」として登場。
ゴジラ feat.EVA-01
『シン・ゴジラ』とのコラボ企画『ゴジラ対エヴァンゲリオン』より。ゴジラの初号機カラー。
エヴァンゲリオン初号機“G”覚醒形態
『シン・ゴジラ』とのコラボ企画『ゴジラ対エヴァンゲリオン』より。初号機にG細胞が注入され、覚醒・暴走した姿。
2022年稼働のフィールズのパチンコ『P ゴジラ対エヴァンゲリオン〜G細胞覚醒〜』では、本形態と化す際の様子が映像化されている。その後、2024年稼働の続編『P ゴジラ対エヴァンゲリオン セカンドインパクト G』では、前作での戦いを経て元の姿に戻っていた初号機がさらなる戦いで危機に瀕し、再び本形態と化す様子が映像化されている。
シンカリオン 500 TYPE EVA / シンカリオンZ 500 TYPE EVA
エヴァンゲリオン初号機をモチーフとしたラッピングが施された500系新幹線「500 TYPE EVA」から変形する設定のロボット。プラレールの玩具シリーズ『新幹線変形ロボ シンカリオン』の1つとして発売された後、テレビアニメ第1期第31話・劇場版・第2期第21話に登場。運転士は碇シンジ。

シンカリオンZ 500 TYPE EVA-02
エヴァンゲリオン弐号機をモチーフとしたラッピングが施された500系新幹線「500 TYPE EVA-02」から変形する設定のロボット。プラレールの玩具シリーズ『新幹線変形ロボ シンカリオン』の1つとして発売された。

ビッグマック初号機 / マックフライポテト弐号機 / マックシェイク零号機
エヴァンゲリオンM号機
2024年12月より展開のマクドナルドとのコラボ。第1弾でマクドナルドの人気商品であるビッグマック、マックフライポテト、マックシェイクが、それぞれエヴァンゲリオン初号機、弐号機、零号機に変形したフィギュアが登場。第2弾でエヴァンゲリオンM号機と新作バーガーの登場を描いたオリジナルアニメCMが放送。

## 武装

### 白兵戦用
プログレッシブ・ナイフ
EVA各機に標準装備されている近接戦闘専用武装。プログ・ナイフと略称されることが多い。コードネームは「PK-01」。
高振動粒子で形成された刃により、接触する物質を分子レベルで分離させることで切断する。通常は肩のウェポンラック内に格納されており、シャムシエル戦において初めて実戦使用された。アンビリカルケーブル分離後の時限戦闘において使徒のコア部を貫き、その近接戦闘における有効性を示した。以降劇中では最も使用頻度の高いEVAの装備品となる。
弐号機にはカッターナイフ状の新型「PK-02」（破損しても後ろの刃を押し出すことで再度使用が可能となる）が採用された。替え刃が前提となっている分初号機に搭載されている「PK-01」より強度が劣り、量産機との戦闘では二回ほどで使用不能になっている。
D型装備に装着していた際には、四隅に固体ブースターノズルを付けたカバーに納めていた。
『ヱヴァンゲリヲン新劇場版』ではEVA各機のナイフのデザインおよび肩部ウェポンラック内の格納デバイスが一新。初号機は中折れ式のナイフとなり、コードネームも「PKN-01C」に変更されている。2号機は両刃のナイフに変更され、両肩に装備されるようになった。
ソニックグレイヴ
プログ・ナイフと同様に超振動によって相手を分子レベルで切り裂く薙刀。第九話で弐号機が使用し、イスラフェルを両断したが再生され、倒すには至らなかった。第拾九話では使用はされなかったが、ゼルエル戦時弐号機の足元の地面に突き刺さっていた。
スーパーロボット大戦MXでこの時の射撃を再現した技「連続砲火」では最後にこれを投げつける。
スマッシュホーク
プログ・ナイフと同様に超振動で敵を分子レベルで切り裂く斧。第拾六話で弐号機が使用。レリエルのディラックの海から逃れるためビルに刺して足場にし、脱出に成功した。
ニードルガン
プロダクションモデル（弐号機以降）から装備されることになったもの。プログレッシブ・ナイフとは逆の肩のウェポンラックに収納されている。劇場版第25話で弐号機が使用。7連装で発射後に薬莢が排出される（劇中では2回連射された）。
バンダイのプラモデル「パーフェクトグレード エヴァンゲリオン初号機」では、前述の弐号機以降に装備という設定と異なるが右肩部に再現されている。
『スーパーロボット大戦α』では、ニードル発射機構として零号機〜3号機の標準装備となっている。
ビームグレイブ
ビームの刃を展開する槍状の武器。第九話で初号機と弐号機が使用。前腕装甲板に収納しており伸ばして使う。左右の腕で合わせて2本装備でき、先端からビームの刃を発生させるだけでなく、2本の柄の間にビームスクリーンを展開し相手を両断することもできる。
サンダースピア
『ヱヴァンゲリヲン新劇場版:破』で登場。中折れ式の突撃用銃剣で、2号機に搭乗したマリが第10の使徒に近接戦闘を挑む際に使用。
（以下は映像作品には登場せず）
マゴロク・エクスターミネート・ソード（マゴロックス）
大型の日本刀状の刀。マゴロク・E・ソードと略される。初出はアニメ雑誌『ニュータイプ』1996年1月号表紙の山下いくと画のイラストより。フィギュアなどの立体造形物やゲームでは頻繁に登場し（「スーパーロボット大戦シリーズ」では初号機の必殺武器扱いである。『スーパーロボット大戦α』では居合い斬りのモーション、『第3次スーパーロボット大戦α 終焉の銀河へ』では上段から振り下ろす）、山下が制作総指揮をつとめる『エヴァンゲリオン ANIMA』でも初号機F型装備の武装として登場した。『ニュータイプ』表紙にて発表された当初、鞘先端と柄先端は厳密には設定されていなかったが、後述のカウンターソード共々、詳細に設定画が描き起こされている。なお2タイプがあり、ステージ1は試作品で刀身にA.T.フィールドが発生できず廃棄され、実戦投入されたものは『エヴァンゲリオン ANIMA』に登場したステージ2仕様からである。
名前の元ネタは「関孫六」で知られる孫六兼元から。マゴロックスの柄部分上部にある黒い扇状の部分にある「SEKI」のマーキングからもこれがうかがえる。
カウンターソード
PlayStation用ゲーム『スーパーロボット大戦α』に登場。いわゆる脇差のような形をしているが一種のガンブレードでもあり、刀身の根元上部に銃口がついており、柄にあたる部位に内蔵されたトリガーを引くことで発射可能。刃の峰の後ろに付いている白い円柱状の部分がマガジンとなっている。
元々はバンダイのプラモデルLMHGシリーズ『エヴァンゲリオン初号機　輸送台仕様』に前述のマゴロックスを付属させる際、バンダイ担当者から「設定画があるならぜひ欲しい」との要望により設定画が描き下ろされた。山下は当初鞘（ソードパレット）に収めて肩部ウェポンラック後部に装着するように考えていたが、1本では見栄えが悪いとのことで同時に設定が起こされ、マゴロックス共々付属された。
アクティブソード
セガから販売されていたセガサターン用ゲーム『新世紀エヴァンゲリオン 2nd Impression』内において使用できる初号機の接近戦用装備。見た目はマゴロックスそのもの。
プログレッシブ・ダガー
従来のプログ・ナイフを大型化し殺傷力を高めている。PlayStation 2用ゲーム『新世紀エヴァンゲリオン2』『第3次スーパーロボット大戦α』、PSP用ゲーム『新世紀エヴァンゲリオン2 造られしセカイ -another cases-』に登場し、F型装備に搭載される。
大型破砕兵器デュアルソー
チェーンソーが2つ繋がったような形状をした近接戦装備。PlayStation 2用ゲーム『新世紀エヴァンゲリオン2』での新規武器として登場したのが初出。ゲームから漫画版に逆輸入され、カヲルの搭乗する弐号機がアルミサエル戦で使用。しかし、アルミサエルに物理融合され逆に弐号機が左足を切断される。
新劇場版には未登場だが『スーパーロボット大戦DD』では零号機の武装として登場。
トンファー
『新世紀エヴァンゲリオン バトルオーケストラ』で3号機が使用する武器。通常のコンボ技の他、必殺技時には突進しての一撃を繰り出す。

### 銃火器
ハンドガン
プラモデルでは、「専用拳銃」となっている。また、『スーパーロボット大戦F』では「パレットガン」という名称だった。第拾六話で初号機が使用。『ヱヴァンゲリヲン新劇場版:Q』では8号機がMark.09に対して使用。直撃すればエヴァの頭部を破壊するほどの威力を持つ。デザートイーグルに似た形状をしているのが特徴。
パレットライフル
主に初号機が頻繁に使用したアサルトライフルのような銃。レールガンの原理で劣化ウラン弾を高速射撃する。パレットガンという別名もある。
『ヱヴァンゲリヲン新劇場版:序』では、「エヴァンゲリオン専用大口径209mm小銃 AU Assault Rifle Type MM-99」と名付けられている。
スナイパーライフル
零号機が第拾六話と第弐拾参話で使用した。セミオートマチック。レリエルには（上空のものは影だったため）通用せず、アルミサエルにも通用しなかった。
新劇場版には未登場だが『スーパーロボット大戦DD』では零号機の武装として登場。
ポジトロンライフル
陽電子（ポジトロン）が物質中の電子に衝突・消滅する力を利用した武器。第六話ではまだ試作段階だったために使用されず、後述のポジトロンスナイパーライフルが徴用された。実戦での初登場は第九話。第弐拾弐話にて弐号機がアラエル攻撃のために改良型（ポジトロンライフル20X）を装備した。使用の際は、右肩のウェポンラックを外す必要がある。
ハンドバズーカ
第拾九話で弐号機が使用した小型で取り回しの良いバズーカ砲。弐号機がゼルエルへ使用したが、通用しなかった。
バズーカ
第拾八話で弐号機が携行した大型のバズーカ砲。3号機（バルディエル）には使用されず、威力は不明。
サブマシンガン
本編で武装ビルにクレーン搬入されているシーンがある。きお誠児によってデザインされた。『新世紀エヴァンゲリオン バトルオーケストラ』などのゲーム作品で3号機の武装として採用されていることがある。
EM-226エヴァンゲリオン専用携帯型回転式多砲身440mm機関砲（ガトリング砲）
『ヱヴァンゲリヲン新劇場版:序』において、第5の使徒との戦いで初号機が使用。砲身は6門、弾倉はドラムマガジン。
超電磁洋弓銃（クロスボウ）
『ヱヴァンゲリヲン新劇場版:破』で登場した武器。2号機が装備し、第7の使徒殲滅に使用された。矢の射出時に銃口からA.T.フィールドが拡散するような描写がされている。実在のクロスボウとは比較にならない連射速度を持つ。
ペンシルロック
『ヱヴァンゲリヲン新劇場版:破』で登場した武器。肩のウェポンラックに装備されるニードルガンで、両肩合わせて20本が装備されている。マリが2号機へ搭乗した際に第10の使徒へ使用したが、至近距離で撃ち込んだにもかかわらず、全てA.T.フィールドに弾かれている。
スナイプ・ガン
アニメ本編には登場せず、『MAGIUS新世紀エヴァンゲリオンRPG』に登場した武器。パレットライフルの銃身を延長し、スナイパースコープを装着した狙撃仕様。
AA弾
『ヱヴァンゲリヲン新劇場版:Q』で登場。アンチA.T.フィールドを展開する銃弾。8号機が第13号機に対し使用したが、第13号機はA.T.フィールドを持っていなかったため効果が無かった。

### 特殊兵装
ロンギヌスの槍
死海（南極大陸跡地）で発見された巨大な赤い槍。長さはEVAの身長を優に超えるほどで、通常は二又の刃先をしているが、使用者によりその形状は変化する。A.T.フィールドを無効化する力（アンチA.T.フィールド）を持つ。ターミナルドグマのリリスに突き刺されていたが、第弐拾弐話において零号機が衛星軌道上の第15使徒に対し投擲して使用した。使徒殲滅後は月軌道に達し、加えて人類が宇宙から持ち帰りうる質量を超えていたために回収は不可能とされた。劇場版第26話にて暴走したEVA初号機によって呼び寄せられ、人類補完計画の要の一つとして用いられた。この槍のオリジナルは第1使徒アダム、第2使徒リリスが持つ2本だが、第25話・第26話では量産機がレプリカを各1本装備した。新劇場版ではオリジナルは4本になっており、またコピー（対使徒専用殲滅兵器「簡易式ロンギヌスの槍（似非復元型）」）が仮設5号機の右腕に装着されている。
『エヴァンゲリオン ANIMA』でゼーレの記憶に支配された加持によれば「何かを射るために投擲した場合、使用者の意思の強さに応じて物理法則の外で振舞う（物理法則を凌駕して光速を超えることも可能）」とされている。
カシウスの槍
『新劇場版:破』のラストシーンで、覚醒した初号機に対しMark.06が投げつけた槍。サードインパクトを起こしかけた初号機を完全に沈黙させた。穂先が幅広であるにもかかわらず、コア中心部のみを射抜くかのように突き刺さった。ロンギヌスの槍とは対となる槍であり、『新劇場版:Q』において、シンジの望む「世界の修復」のキーアイテムとなりうることがカヲルの発言により示唆されている。
『シン・エヴァンゲリオン劇場版𝄇』では、初号機がロンギヌスの槍から変化させる形で使用。
EVA専用改造陽電子砲NERV仕様（ポジトロン・スナイパー・ライフル）
第六話にてラミエル殲滅のためにNERVがつくばの戦自研から借用した。第弐拾弐話で零号機が使用したものは、これをもとにNERVが独自に建造したものである。照準および発射はEVAによって行われる。ラミエルのA.T.フィールドを貫くために必要とされた1億8千万kW（キロワット）という莫大なエネルギーでの射撃が可能だが、銃身や加速器が耐えられるかは実際に射撃するまで不明であった。一度発射すると砲身の冷却や再充填、ヒューズの交換などで次弾発射までかなりの時間がかかる。
スーパーロボット大戦シリーズでは、ヤシマ作戦後も初号機や零号機の兵装として登場する。
『ヱヴァンゲリヲン新劇場版:序』では大出力型第2次試作自走460mm陽電子砲と改称された。デザインはオレンジを基調としたカラーリングの本体に3つの自走用のキャタピラがついている。
耐熱光波防御盾
EVA専用の耐熱光波防御兵器。第六話にてヤシマ作戦で零号機が使用。単段式宇宙輸送機(SSTO)の船底を流用したもので正式装備ではない。SSTOの船底として超電磁コーティングが施されており、第5使徒ラミエルの加粒子砲の直撃にも17秒までなら耐える。
『ヱヴァンゲリヲン新劇場版:序』ではエヴァンゲリオン専用単独防御兵装　ENCHANTED SHIELD OF VIRTUEと改称され、正式な専用装備となっている。デザインも変更され、V字型の装甲板を複雑に組み合わせた鋭角的なものになっており黄色と白に塗装されている。中央のパーツは取り外して小型の盾として使用可能である。また下部には固定用のアンカーが取り付けられている。
専用バッテリーユニット
アンビリカルケーブル非接続時の稼働時間を30分延長できる外付け式の電池。肩のウェポンラック後部に装着され、容量切れの際は速やかに取り外される。NERV本部全体が停電していたために電力供給がままならない状況下で、マトリエル殲滅のために出撃したEVA3機がこれを用いた。
N2爆弾
第拾九話で、零号機がゼルエルに対して自爆攻撃を行ったときに使った爆弾。次世代の戦略兵器である。爆弾タイプ以外に地雷や爆雷などのバリエーションが存在し、劇中で国連軍や戦略自衛隊が使徒に対して何度か使用している。ゼルエルはこれをコアを遮断する形で防御したため、ダメージは与えられなかった。
諸刃の剣
量産機が持つ大型の両刃剣で、柄の両端に長い刃と短い刃がついている。ロンギヌスの槍を基に造られたレプリカで、投擲の際にロンギヌスの槍の形に変化して弐号機を貫いていた。オリジナル同様にA.T.フィールドの無効化が可能である。
インパクト・ボルト
F型装備の両肩に装備されている。A.T.フィールドにより発生させ、エネルギーチャンバー内で増幅した高出力の指向性電撃を放出する。アニメ本編ではロボットアニメ的な必殺技が無かったエヴァンゲリオン初号機のために設定された兵装であり、『新世紀エヴァンゲリオン2』（PS2版、PSP版）、『第3次スーパーロボット大戦α』に初号機F型装備の最強の攻撃手段として登場する。
全領域兵器マステマ
プログ・ナイフと同様に超振動により物体を分子レベルで切り裂くブレードがついたフレームに、ガトリング砲、2発のN2ミサイルを装着した兵器。「全領域兵器」の名のとおり、近接、射撃、広域破壊に対応できる万能武器である。名称の由来は、ユダヤ教の『出エジプト記』に登場する悪魔・マステマで、ゲーム『新世紀エヴァンゲリオン2』での新規兵装が初出である。
使徒キャッチャー
第拾話にてD型装備の弐号機が使用したフレーム状の兵器。浅間山火口内で繭状で発見された使徒サンダルフォンを捕獲するために用いられた。捕獲時はフレーム内に使徒を収め、電磁膜によって捕獲する。緊急時には爆砕ボルトによって速やかな切り離しが可能である。
垂直式使徒キャッチャー
ゲーム『新世紀エヴァンゲリオン 鋼鉄のガールフレンド』に登場。水中にいる使徒を捕獲するための装備だが、外見はEVAの大きさに合わせたリール式の釣竿である。
RSホッパー
第13号機が使用した細長いラグビーボール状の浮遊小型ユニット。自らはA.T.フィールドを持たない第13号機の代わりにA.T.フィールドを展開し、攻守に力を発揮する。

### 特殊装備
陸専用A型装備（陸戦装備）
企画書に登場する、本編のB型装備と思われる装備。企画段階では、第拾参話にて大破。改造され、敵・使徒から回収された陽電子機関（本編のS2機関）を搭載する予定だった。色は白。
B型装備（通常装備）
第壱話から登場。基本装備であり、登場回数が1番多い。
なお、「B」とはベーシックの意で、肩部ウェポンラックを装備しただけで特にオプションを装備していない。
C型装備（飛行用装備）
『新世紀エヴァンゲリオンRPG NERV白書』の「死海文章・伝承」のページに登場。
EVAの飛行を目的に開発された。比較的自由に飛びまわれるものの停止が不可能で、使徒の攻撃を回避しやすくはなるものの、逆に命中率が低くなってしまうという欠点がある。テストの結果、コストの割にはまったく役立たず、完成済ユニットとともに破棄された。
D型装備（耐熱耐圧耐核装甲）
第拾話に弐号機に装着される形で登場。肩部ウェポンラックを取り外して装備する。人間が使う深海作業用の潜水服に似ており、搭乗の際にはプラグスーツも専用の物を着用する。基本的なデザインは普通のものと同一だが、右手首のスイッチを押すことで膨張し、断熱・耐圧機能を持つ。
F装備（空挺降下戦用）
第七話に登場。EVA空輸専用の全翼機に搭載され、空中投下を行うこと目的とした装備。両肩のウェポンラック後端にレールが設置され、これを介して地面に対してうつ伏せの姿勢で全翼機に搭載される。投下時は全翼機側のロックボルトが開放され、機に対して後方にEVAは投下される。
量産機の運搬方法は既存のEVAとは違い、下半身、頭部、両腕を機に埋め込まれる形で固定され、地面に対し背中を向けて吊り下げられる形で運搬されている。投下時は頭部を下にして落下する形で降下する。
F型装備（フィールド偏向制御運用実験機AFCエクスペリメント）
PlayStation 2用ゲーム『新世紀エヴァンゲリオン2』『第3次スーパーロボット大戦α 終焉の銀河へ』、フィギュア企画『エヴァンゲリオン ANIMA』に登場。第14使徒ゼルエル戦でS2機関を搭載したことにより、無限の動力とより強力なA.T.フィールドを得たEVA初号機に対し、
- それまでの使徒戦の戦訓から従来の汎用兵器としての特性を捨て、「火力の向上」「重装甲化」を施す
- それに伴う重量増を補うための「A.T.フィールドを利用した機動力の上昇」

などのコンセプトに基づいて、前述のインパクトボルトなどの追加武装を施したとする設定である。この改装により、初号機は他の装備への換装、および従来使用した兵器の使用ができなくなった。後の『エヴァンゲリオン ANIMA』ではコンセプトが若干改められ、マゴロクソードを装備できるように手のデザインが変化している。
来るべきゼーレとの決裂を予期した上で、量産機との対決をも見越した改装であり、空挺降下戦用のものと名称が重複しているのは、ゼーレの目を欺くためである。そのためか、機体各部には従来の「NERV」ではなく「NERV JAPAN」とマーキングされている。
『第3次スーパーロボット大戦α』で自軍に届くのは人類補完計画阻止後で、想定されていた量産機との戦闘もなかった。一方『エヴァンゲリオン ANIMA』ではロンギヌスの槍の犠牲になった弐号機を救出するべく、量産機との戦いへ出撃している。
ホビー雑誌の企画として零号機や弐号機のF型装備もデザイン・キット化され、食玩化もされている。このうち零号機F型装備は『エヴァンゲリオン ANIMA』でも登場している。零号機は右腕と右脚を廃して大型の陽電子砲と射撃安定用のパイルバンカーが装備された義足が接続され、自走が不可能なかわりに砲撃戦に特化した仕様になっており、弐号機は長剣の二刀流による近接戦を想定した仕様になっている。
G型装備（狙撃用）
『ヱヴァンゲリヲン新劇場版:序』におけるヤシマ作戦で使用される。
右肩のホルスター部がレーダーアンテナと狙撃用スコープが組み合わされたものに変更されている。使用時にはアンテナとスコープが展開され前述の460mm陽電子砲と接続される。
空中挺進専用S型装備
『ヱヴァンゲリヲン新劇場版:破』に登場。『序』終盤の次回予告でも登場しており、これを装備した2号機が空中から降下してくるカットがある。
当装備は空中から降下・およびその姿勢制御用のエアボーン装備であるため、飛行能力は持たない。下腕部のフィンが翼状になっている他、肩部ウェポンラックを挟み込む形で減速用ジェットエンジンノズルと安定翼が装着されている。
S型装備（宇宙空間戦闘用）
スーパーロボット大戦シリーズに登場。エヴァンゲリオンが宇宙で戦闘するための理由付けとして名前が出ている。B型装備と外見上の違いは無い。
V型装備（飛行用装備）
C型装備と同様に『新世紀エヴァンゲリオンRPG NERV白書』の「死海文章・伝承」のページに登場。
C型装備とは逆に姿勢の変更を含めた細かい静止運動が可能なものの、その場にホバリングするのが精一杯という欠点がある。テストの結果、C型装備同様コストの割にはまったく役立たず、完成済ユニットとともに破棄された。

## 制作

### 命名
零号機・初号機の由来は、映画の試写における零号試写（色処理などを行っていないフィルムによる最終チェックのための試写）、初号試写（納品用の完成版フィルムの最初の試写）である。

### デザイン
デザインは零 - 4号機をマンガ家の山下いくと、量産機をアニメーター（劇場版メカ作監）の本田雄が手掛けている。2003年に新世紀エヴァンゲリオン企画10周年を記念して発売されたPS2用ゲーム『新世紀エヴァンゲリオン2』用にF型装備仕様の初号機やジェット・アローン改、およびEVAの新兵装などが山下いくとの手によって追加デザインされた。なお、ゲーム本編には登場しないが模型雑誌の企画用にF型装備仕様の零号機と弐号機のデザイン画が描き起こされており、バンダイから商品化もされている。新劇場版では、山下により初号機と零号機の細部デザインと色彩が変更（テレビ版初期デザイン案に回帰し、そこから調整）され、また新規装備のデザインが作られた。次いで主に3DCGとの整合性を図るため、本田により新たに初号機のデザイン画が起こされている。

### EVAの身長設定
EVAの身長については、アニメ制作時には明確な数値が設定されておらず、「ウルトラマンと同じ身長」（40メートル）とされていた。スーパーロボット大戦シリーズへの出演にあたって明かされた設定も「40-200メートル」というものである。
厳密に大きさを定めないことにより、そのシーンにおいて最も演出的に適切な作画を行うことを可能にしている。したがって、画面上に登場するさまざまなものを尺度にEVAの身長を求めても、そのシーンごとにまったく違う数値が算出される。ウルトラマンにおいても初登場時の設定は40メートルと定められているが、撮影現場ではそれを厳密に再現していない。
「新劇場版においては全長80メートルとした」と、庵野は雑誌の対談で語っている。また、富士急ハイランドの「実物大エヴァンゲリオン」は全長80ｍのサイズを元に作られており、開発担当者によると80mという数値はあくまで富士急ハイランド側がはじき出した数値であり、タイアップしている『ヱヴァンゲリヲン新劇場版』でのシーンを参考にしたという。